# 青空をあげたい
「青空をあげたい」（あおぞらをあげたい）は、Melodyの8枚目のシングル。1996年7月19日にポニーキャニオンより発売された。

## 解説
- Kodak「長野オリンピックバージョン」CMソング。
- 元は若杉のアルバム用ソロ曲として制作されていた楽曲。詞の原案は若杉。2ndオリジナルアルバムに収録予定だったが、スタッフ間の前評判も高く、KodakのCMソングに決定したことを機会に、急遽Melodyのシングルとして発売されることになる。
- カップリング「Cherish」は、「運命'95」に続く森若香織の作詞曲。

## 収録曲
1. 青空をあげたい
  - 原案：若杉南、作詞: 黒部真弓、作曲: 松尾ゆきえ・松尾比呂良、編曲: ROD ANTOON
2. Cherish
  - 作詞: 森若香織、作曲: 羽田一郎、編曲:鈴木雅也
3. 青空をあげたい（オリジナルカラオケ）

## 参加ミュージシャン
- 松尾比呂良 - A.Guitars（#1、#3）
- 渡辺一浩 - Sax（#1、#3））
- ROD ANTOON - Other instruments（#1、#3）
- HISASHI - E.Guitars（#2）
- 鈴木雅也 - Ohter Instruments（#2）
- 田中有紀美・望月まゆ・若杉南・PIKAKO - Chorus Performed（全曲）

## 収録アルバム
1. 青空をあげたい
  - LOVE THANKS! - シングルversion
  - fine〜フィーネ〜 - YUKIMI Pure version
  - Melody BEST - シングルversion
2. Cherish
  - fine〜フィーネ〜 - シングルversion
  - Melody BEST - シングルversion